# Henryk Kolka
Henryk S. Kolka (w publikacjach także H.S. Kolka-Tuszyński lub H.S. Tuszyński; ur. 10 sierpnia 1944) – elektronik, menedżer i nauczyciel akademicki. Obecnie analityk procesów gospodarczych, specjalista w zakresie zarządzania wiedzą w biznesie. Były profesor nadzwyczajny w WSB NLU w Nowym Sączu oraz w Wyższej Szkole Mechatroniki w Katowicach, były rektor WSM.

## Życiorys
Ukończył studia na Wydziale Automatyki, Elektroniki i Informatyki Politechniki Śląskiej. Na podstawie rozprawy doktorskiej w dziedzinie elektronicznych metod przetwarzania energii elektrycznej uzyskał stopień doktora nauk technicznych. W tej dziedzinie jest autorem i współautorem kilkudziesięciu patentów wdrożonych do seryjnej produkcji.
Za prace badawcze i wdrożenia przemysłowe otrzymał cztery nagrody Ministra Nauki, Szkolnictwa Wyższego i Techniki, nagrodę Wojskowej Akademii Technicznej oraz tytuł Mistrza Techniki Naczelnej Organizacji Technicznej.
Uczestniczył w stażach zagranicznych (w kraju, we Francji i w Niemczech)i brał udział w licznych specjalistycznych konferencjach w kraju i poza granicami. Kierował przedsięwzięciami biznesowymi w tym firmami elektronicznymi oraz programem badawczo-wdrożeniowym (tak w kraju, jak i w ramach RWPG) w dziedzinie przetwarzania energii elektrycznej metodami elektronicznymi z przeznaczeniem dla urządzeń profesjonalnej elektroniki, automatyki przemysłowej i informatyki.
Jest specjalistą w dziedzinie zarządzania przedsięwzięciami badawczo-wdrożeniowymi w dziedzinie elektromechaniki, mechatroniki i elektroniki. Prowadzi w tej dziedzinie wykłady i specjalistyczne seminaria w kraju i poza granicami. Uczestniczył w realizacji programów dydaktycznych na wyższych uczelniach - zatrudniony na stanowisku profesora. Obecnie zawodowo zajmuje się doradztwem biznesowym.
Jest autorem kilkudziesięciu publikacji i kilku wydawnictw książkowych z dziedziny zarządzania. Publikuje też analizy z dziedziny współczesnych procesów gospodarczych. W niektórych publikacjach (głównie z makroekonomii) Henryk Kolka używa pseudonimu Henryk S. Kolka-Tuszyński lub Henryk S. Tuszyński.
Jest wydawcą www.globaleconomy.pl – portalu omawiającego wydarzenia i procesy w globalnej gospodarce. Należy do grupy założycielskiej think tanku obecnie działającego pod nazwą Instytut Analiz i Prognoz Gospodarczych.